# Eupithecia albisecta
Eupithecia albisecta là một loài bướm đêm trong họ Geometridae.